# Carlo Blasis

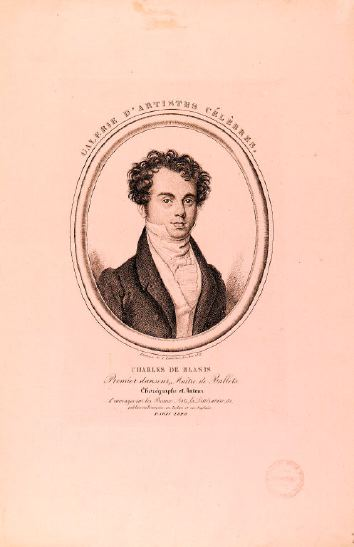
Carlo Blasis

Carlo Blasis (4 tháng 11 năm 1797 - 15 tháng 1 năm 1878) là một vũ công, biên đạo múa và nhà lý luận vũ đạo người Ý. Ông cũng được biết đến với các lớp học khiêu vũ rất khắt khe của mình, đôi khi kéo dài đến bốn giờ. Blasis yêu cầu các học sinh của mình học lý thuyết và định nghĩa của các bước nhảy. Ông đào tạo tất cả các giáo viên của Enrico Cecchetti và người ta cho rằng ảnh hưởng của Blasis trong đào tạo vũ đạo đã thúc đẩy Cecchetti tạo ra phương pháp Cecchetti trong ballet.
Blasis sinh ra tại Napoli. Ông là người đầu tiên xuất bản một phân tích kỹ thuật của múa ba lê vào năm 1820, trong một tác phẩm có tên Traité élémentaire, théorique, et pratique de l'art de la danse ("Sơ khai, lý thuyết và thực hành chuyên luận về nghệ thuật của vũ ba lê"). Ông được biết đến nhiều nhất cho tư thế "Attitude" có nguồn gốc từ các bức tượng Mercury nổi tiếng của Giovanni da Bologna. Enrico Cecchetti đã mở rộng phương pháp của ông về cả hướng dẫn và lý thuyết.
Từ năm 1838 đến năm 1853, Blasis là Giám đốc nghệ thuật của trường dạy ba lê La Scala ngày nay. Siêu diễn viên ba lê Fanny Cerrito, Carolina Rosati, Sofia Fuoco, Amalia Ferraris và Carlotta Brianza đều là các học sinh của ông.
Blasis mất tại Cernobbio.